# Суматранский орангутан
Суматра́нский орангута́н (лат. Pongo abelii) — один из трёх видов орангутанов. Видовое латинское название дано в честь британского врача и натуралиста Кларка Абеля (1789—1826).

## Места обитания
Встречается только на острове Суматра в Индонезии, в основном на северной части этого острова. Суматранский орангутан встречается реже, чем калимантанский орангутан, а в течение последних 75 лет численность этого вида уменьшилась примерно в четыре раза. Основные факторы, повлиявшие на такое резкое снижение численности — это загрязнение окружающей среды, незаконный отлов животных, продажа и браконьерство. Кроме того, вид сильно зависит от состояния леса, поэтому повсеместная вырубка лесов оказывается для него фатальной.
Большинство орангутанов этого вида обитает вне природоохранных территорий, что весьма затрудняет мониторинг, а также другие мероприятия по спасению вида. Однако недавно около 70 индивидов реинтродуцировали на территории Национального парка «БукитТига Пулух». Практически все животные прижились в новых условиях и успешно размножаются.
Раньше считалось, что суматранский орангутан и орангутан, обитающий на Калимантане, — это один и тот же вид, однако современные исследования опровергли это предположение.

## Образ жизни и биология
Суматаранский орангутан — одиночное животное, лишь самки с детёнышами собираются в небольшие группы. Это связано с тем, что фруктовые деревья, дающие обильный урожай, рассеяны по лесу, а одно дерево редко может прокормить больше двух орангутанов. Основную часть жизни животные проводят на деревьях, передвигаясь в густой кроне с помощью длинных рук, цепких пальцев. По земле передвигаются на четырёх конечностях. При этом суматранский орангутан, в отличие от сородича с острова Калимантан, редко спускается на землю. Спит также на деревьях, предварительно устраивая удобное гнездо, как правило, каждый раз новое. Это связано с наличием на Суматре тигров. Орангутан — миролюбивое животное, однако если на его индивидуальный участок заходит чужак, оно будет всячески демонстрировать силу и агрессию. Средняя продолжительность жизни суматранского орангутана — 30 лет, а максимальная — 60 лет.
Половая зрелость у самок наступает в 8—12 лет, у самцов — на несколько лет позже. Беременность длится восемь с половиной месяцев, на свет появляются один-два малыша, которые очень привязаны к матери. Период молочного вскармливания длинный — три-четыре года, но после его окончания детёныши остаются при матери ещё несколько лет. Отношения между родителями и детьми очень трогательны, они полны заботы и самых разнообразных, почти человеческих чувств и эмоций.
Преобладает растительная пища, хотя орангутан может поедать насекомых, яйца и птенцов. Любит орехи, мёд и кору деревьев. Известны случаи охоты на медленных лори. Животные идеально приспособились для жизни в кроне деревьев. Даже для того, чтобы утолить жажду, они предпочитают слизывать влагу с листьев или пить дождевую воду, накопившуюся в дуплах, чем спускаться к водоёмам.

## Галерея

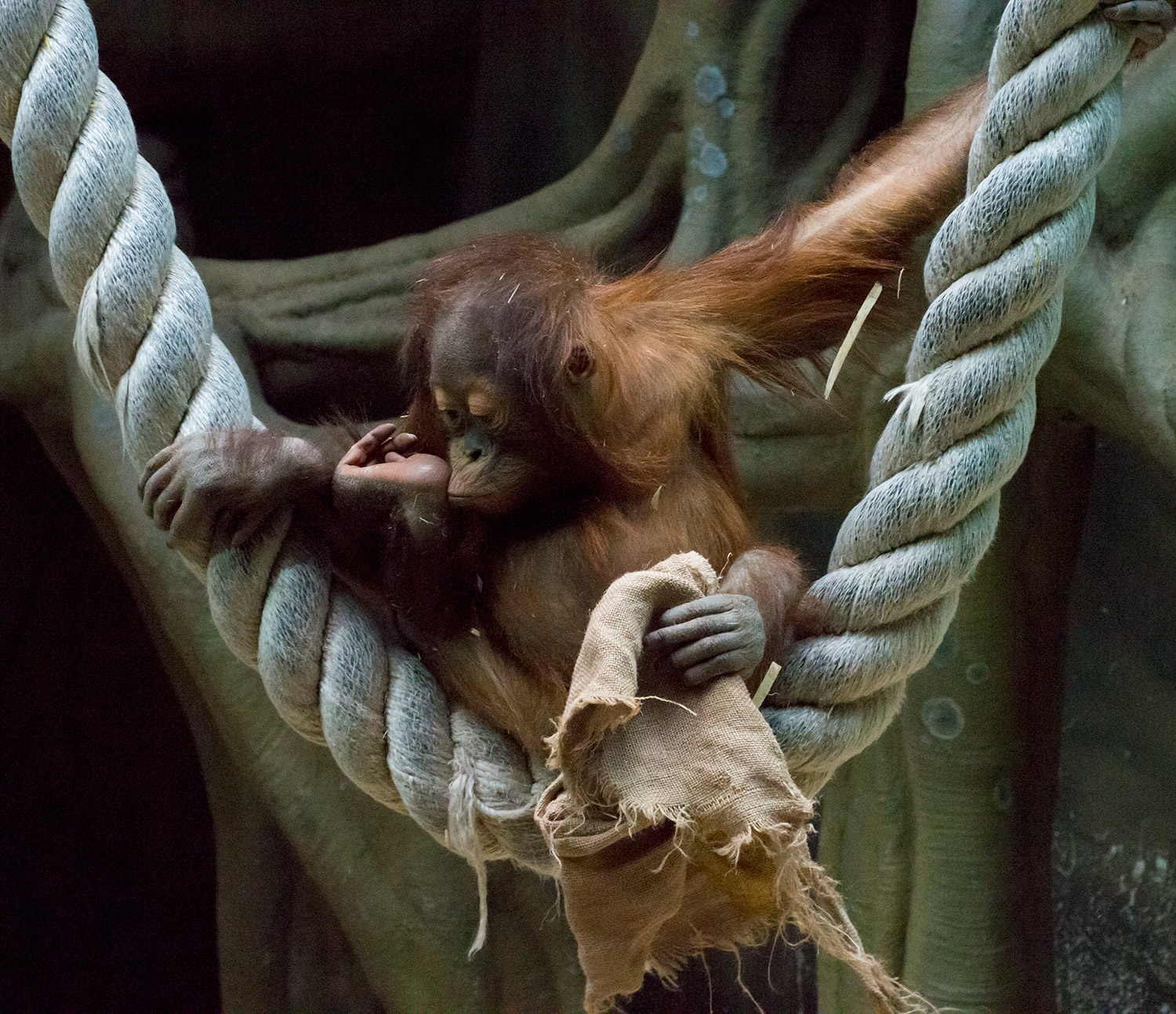
Суматранский орангутан в Московском зоопарке
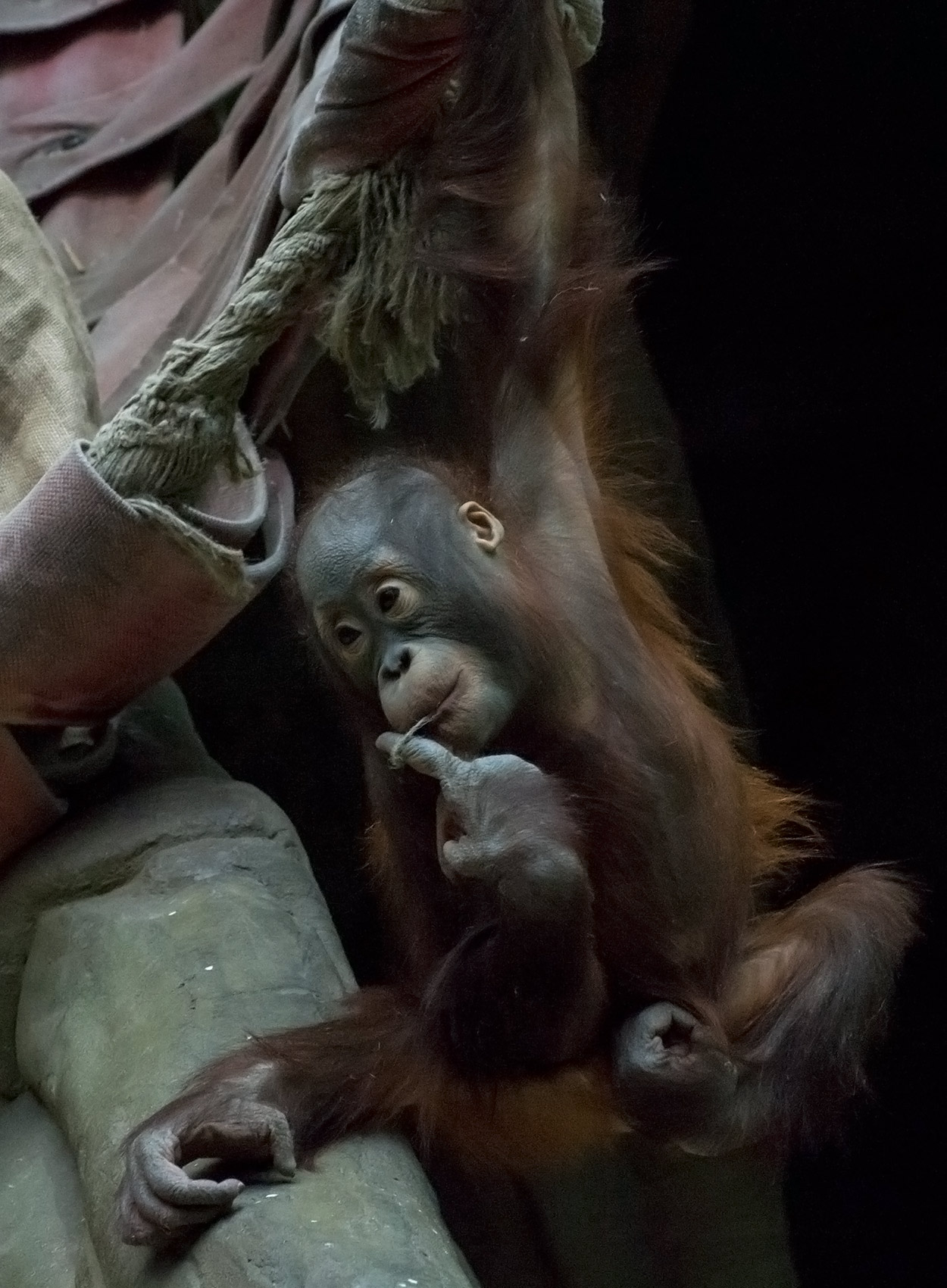
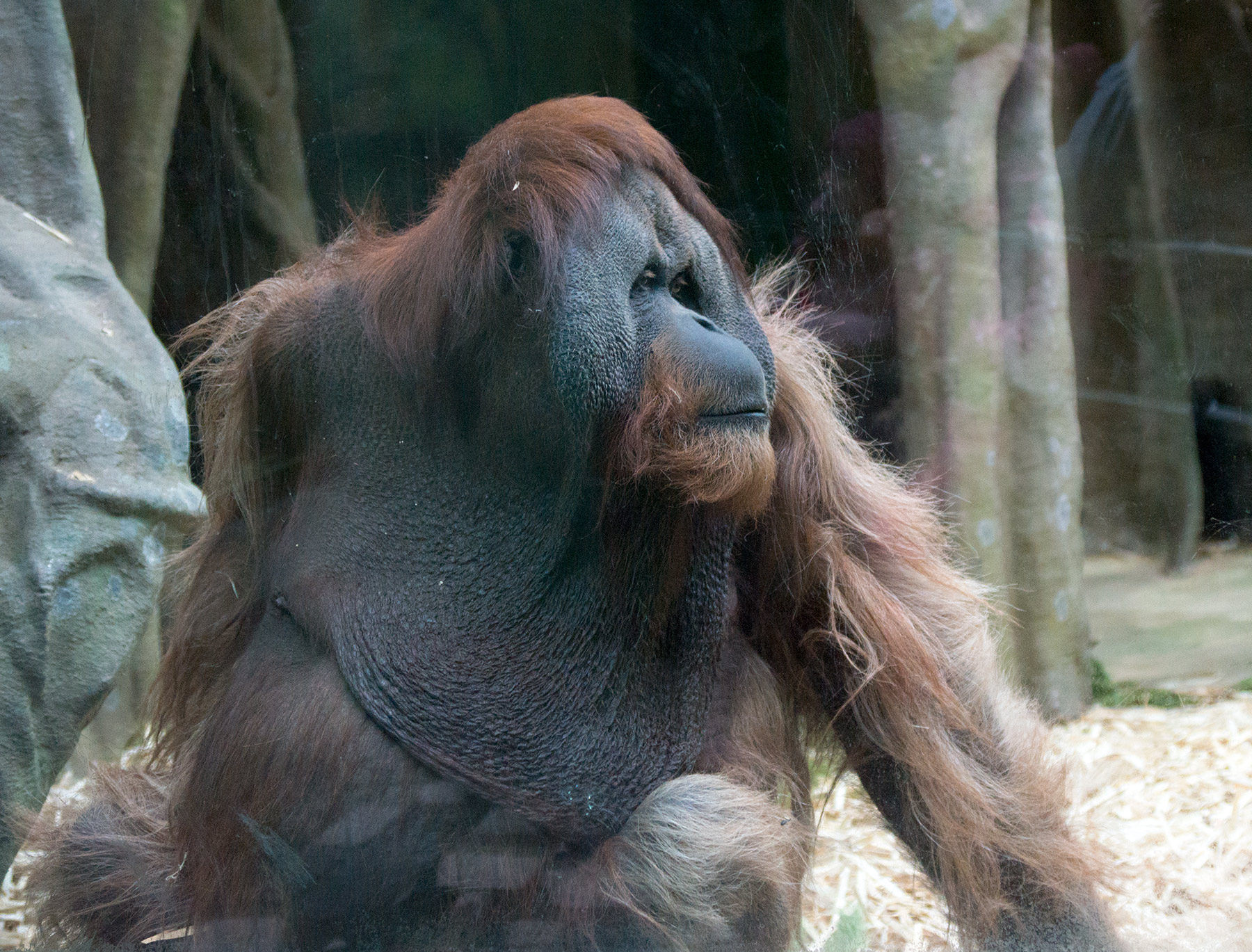